# تريفورت
ترفورت (بالألمانية: Treffurt) هي بلدة ألمانية تقع في ألمانيا في تورينغن. يقدر عدد سكانها بـ 5,954 نسمة .